# Asphondylia sarothamni
Espèce
Synonymes
- Asphondylia mayeri Liebel, 1889[1]
- Cecidomyia sarothamni Loew, 1850[1]
- Ischnonyx pilosa Rübsaamen, 1916[1]

Asphondylia sarothamni est une espèce de diptère de la famille des Cecidomyiidae.

## Répartition
Asphondylia sarothamni est présente en Europe occidentale.

## Reproduction
Asphondylia sarothamni a deux générations par an. La génération printanière produit une galle de bourgeon pointue en forme de poire. Les larves de la génération estivale vivent dans les cabosses. Les larves sont solitaires. Dans les deux générations, l'intérieur de la galle est tapissé d'un mycélium blanc, qui est la véritable nourriture des larves.
Asphondylia sarothamni est un parasite pour Cytisus baeticus (es), Cytisus grandiflorus, Cytisus multiflorus, Cytisus praecox (sv), Cytisus scoparius, Cytisus spinescens (sv).

## Parasitisme
Asphondylia sarothamni est un insecte hôte pour la reproduction d'autres insectes : Eurytoma dentata, Aprostocetus elongatus (sv), Aprostocetus annulatus (sv).